# گوریرو نگرو
گوریرو نگرو (به اسپانیایی: Guerrero Negro) یک منطقهٔ مسکونی در مکزیک است که در Mulegé Municipality واقع شده‌است. گوریرو نگرو ۱۴٬۳۱۶ نفر جمعیت دارد و ۹ متر بالاتر از سطح دریا واقع شده‌است.